# Ca la Magdalena (Ventalló)
Ca la Magdalena és un edifici de Ventalló (Alt Empordà) protegit com a bé cultural d'interès local. És un edifici situat dins del nucli urbà de la població de Ventalló, a la part nord del terme, formant cantonada entre el carrer Major i el carrer Marinada.

## Descripció
És un edifici cantoner de planta rectangular, format per dos cossos adossats, i distribuït en planta baixa i dos pisos. L'edifici destacable està situat al nord i presenta la coberta plana utilitzada com a terrat, amb una torreta situada a la cantonada nord-est de la construcció. A la planta baixa hi ha dos portals d'accés a l'interior, situats als extrems de la construcció. El portal sud és rectangular, amb carreus desbastats als brancals i la llinda plana gravada amb una creu i la següent inscripció: "MIQUEL COSTA 1804". El portal nord, en canvi, és d'arc rebaixat sense cap element remarcable.
Cal destacar que tota la façana orientada al carrer Major presenta el basament atalussat. Al primer pis, les obertures es corresponen amb tres balcons exempts, amb les llosanes motllurades i les baranes de ferro. A la segona planta hi ha una galeria de cinc arcs de mig punt, recolzats damunt pilars quadrats de ceràmica vidrada, amb barana d'obra decorada i coberta per un embigat. La façana està rematada amb la barana que delimita el terrat, decorada amb els mateixos motius que la de la galeria. La torreta o badalot, de planta quadrada, presenta elements decoratius bastits amb elements de ceràmica vidrada. La construcció està arrebossada i pintada.

## Història
És una casa composta per un cos inferior d'estil popular i bastit vers l'inici del segle xix, i un cos superior d'estil modernista construït, segons els arxius del COAC al principi del segle xx. Com a testimoni del cos inferior a la llinda del portal d'entrada s'aprecia el nom del propietari i l'any de construcció: MIQVEL COSTA 1804